# Blac Chyna
Blac Chyna (Washington, D.C., SAD, 1989.) je američka plesačica i model iz Miamija, Floride. Preselila se u Miami, Floridu prije nego što je krenula na fakultet, te je u isto vrijeme počela plesati u klubu King Of Diamonds.

## Vanjske poveznice
- Službena stranica
- Blac Chyna na Twitteru